# 小田萌山
小田萌山（おだもいさん）は択捉島にある火山。
安山岩、玄武岩の成層火山。外輪山の爆発火口底には硫気孔がある。別名テベンコフ（露: Тебенькова）。
近くの焼山と併せて扱われることも多い。記録に残る火山活動はない。